# Надгробни споменик ковачу Миловану Ивановићу у селу Гуча
Надгробни споменик ковачу Миловану Ивановићу (†1876) у селу Гуча налази се на Анђелића гробљу у селу Гуча, Општина Лучани.

## Опис
Омањи споменик у облику стуба од сивог пешчара. На западној страни, у правоугаоном лучно засвођеном пољу уклесан је текст епитафа. Изнад натписа је тролисни крст са Христовим иницијалима ИС ХР, а са страна стилизована флорална орнаментика. На бочној страни уклесани су симболи ковачког заната − чекић и наковањ. Споменик је добро очуван, осим што је камен прекривен различитим врстама лишаја.

### Епитаф
Текст епитафа уклесан на западној споменика гласи:
Овде Тико Почива раб Божи МИЛОВАН Ивановић бивши ковач житељ гучки а поживи 58 Год.
престависе 17. фебр: 1876. г. И бог да му душу прости
Оваи биљег подигоше његови синови Петар и Павле и синовац Миливоје.

### Атрибуција
Иако непотписан, по свим стилским и лингвистичким особеностима споменик се са сигурношћу може приписати каменоресцу Глишу Дмитрићу из оближњег села Котража.